# Josef Pospíšil (fotbalista, 1964)
Josef Pospíšil (* 17. ledna 1964 v Prostějově) je bývalý český fotbalista. Po skončení aktivní kariéry působí jako trenér.

## Fotbalová kariéra
V československé lize hrál za Spartak Hradec Králové. Nastoupil ve 4 ligových utkáních. V české národní fotbalové lize hrál za TJ Železárny Prostějov, VTJ Tábor a TJ Gottwaldov.

## Ligová bilance
| Ročník                                   | Zápasy | Góly | Klub                   |
| ---------------------------------------- | ------ | ---- | ---------------------- |
| Česká národní fotbalová liga 1982/83     | 28     | 5    | TJ Železárny Prostějov |
| Česká národní fotbalová liga 1983/84     | 7      | 0    | VTJ Tábor              |
| Česká národní fotbalová liga 1987/88     | 9      | 0    | TJ Gottwaldov          |
| 1. československá fotbalová liga 1988/89 | 4      | 0    | Spartak Hradec Králové |
| CELKEM                                   | 4      | 0    |                        |